# Windmühle von Burnham Overy Staithe
Die Windmühle von Burnham Overy Staithe (englisch Burnham Overy Staithe Windmill) ist eine denkmalgeschützte Windmühle  in Burnham Overy Staithe, Norfolk, die heute als Ferienunterkunft genutzt wird.

## Beschreibung und Geschichte
Die Mühle besitzt sechs Stockwerke, hat eine Zwiebelhaube (Spitzbogenaufsatz) und eine Galerie. Die Haube wird über eine Windrose automatisch nachgeführt. Die vier Doppelpatentsegel (1807 von William Cubitt erfunden, kombinieren die Eigenschaften verschiedener Segeltypen. Die Einstellung kann ohne Anhalten der Mühle vorgenommen werden.) mit 12 Buchten werden von einer gusseisernen Achse getragen, auf der ein hölzernes Achsrad sitzt. Dies treibt drei Paar Mühlsteine an.
Die Windmühle wurde 1816 für den Müller Edmund Savory, bis dahin Betreiber der Wassermühle „Lower Mill“ am Fluss Burn, gebaut. Für Savory lief die Windmühle bis zu dessen Tod am 9. Februar 1827. Sein Sohn John erbte das Objekt. Auch er betrieb die Mühle bis zu seinem Tod (27. September 1863). Sein Sohn (wiederum John) setzte die Tradition fort.
Im Jahr 1869 wurde ein Gesetz erlassen, wonach alle Handelspferde lizenziert werden mussten. John Savory hielt ein Pferd mehr als seine Lizenz besagte und wurde infolgedessen 1870 zu einer Geldstrafe von 5 £ verurteilt. 1873: gleiches Vergehen, gleiche Strafe.
Am 23. Juni 1888 fand in Norwich die Versteigerung der Mühle statt. Das Gelände umfasste eine Dampfmühle mit einer 16 PS (12 kW) starken Dampfmaschine, die vier Mühlsteinpaare antrieb, sowie eine Wasser- und eine Windmühle mit je drei Mühlsteinpaaren. Neben den Mühlen gab es eine Mälzerei mit 25 Kammern, Getreidespeicher, verschiedene andere Wirtschaftsgebäude sowie über 16 ha Land. Das Grundstück wurde nicht verkauft. Savory betrieb die Mühle bis 1900. Nun ging sie an Sidney Dewing. 1910 erwarb sie Sidney Everett, ein Mälzer aus Wells-next-the-Sea. 1914 erfolgte die Stilllegung. 1926 kaufte Hugh Hughes, ein Archi-tekt aus Grantchester, Cambridgeshire, das Objekt. Hughes ließ die Mühle, die zu diesem Zeitpunkt bereits bar aller Maschinen war, zu einer Ferienunterkunft umbauen.
1957 restaurierte Thompson's, Mühlenbauer aus Alford, Lincolnshire. Die Mühle erhielt eine neue Kuppel mit Galerie, Schäfte und Segel wurden montiert. 1958 übernahm der National Trust. Im Dezember 1978 veröffentlichte der National Trust Pläne zur Wiederherstellung der Mühle in einen betriebsfähigen Zustand. Dies hätte bedeutet: Haube in den Wind drehen, neue Maschinen einbauen, das zugehörige Gebäude in einen Laden umwandeln. Auch Parkplätze waren vorgesehen. In der Bevölkerung regte sich Widerstand, obwohl der Bezirksrat von West Norfolk die Pläne befürwortete. Der Norfolk County Council wies sie an, den Antrag abzulehnen, da die Straßen in der Gegend nicht ausreichend seien für eine große Anzahl von Besuchern. 1981 fanden Baumaßnahmen zur Erfüllung von Brandschutzvorschriften statt. Segel und Schäfte wurden 1983 entfernt. Am 17. Juli 1985 wurden zwei neue 18,90 m lange Schäfte aus jamaikanischer Pech-Kiefer angebracht, am nächsten Tag vier neue Segel. Die Kosten für die neuen Schäfte und Segel betrugen 26.500 £.

## Müller
- Edmund Savory 1816–1827
- John Savory 1827–1863
- John Savory, Jr 1863–1900
- Sidney Dewing 1900–1910
- Sidney Everitt 1910–1921[6]

## In der Popkultur
Das Silo in dem Anime-Film Erinnerungen an Marnie aus dem Jahr 2014 basiert auf der Mühle.